# Cacau Santos
Cacau Santos (Recife, 25 de maio de 1978) é um guitarrista brasileiro. Tornou-se conhecido por tocar ao lado de artistas como Alceu Valença, Spookfrevo Orquestra, Thalles Roberto, Raíz Coral e Eli Soares entre outros. Atualmente Cacau é o guitarrista oficial da banda de Eli Soares.

## Biografia
Por incentivo de sua mãe começa a tocar cavaquinho aos 4 anos de idade, alguns anos depois estudou no Centro de Criatividade Musical Pernambucano e mais tarde participou do Festival Canta Nordeste da Rede Globo dando início a uma carreira brilhante passando por Festivais como Montreaux Jazz Festival e Tim Festival, além de ser premiado em vários Festivais como instrumentista e compositor.
Cacau já trabalhou com vários músicos, e como sideman esteve com grandes artistas da música brasileira como Alceu Valença, Spookfrevo Orquestra, Quinteto Violado, Rafael Araújo, Leonardo Gonçalves, Marcos Góes, Thalles Roberto, Paulo César Baruk, Raiz Coral,  dentre outros músicos, além da vasta experiência como instrumentista Cacau Santos também é produtor musical e arranjador.

## Discografia
Solo
- Sonhador
- Bahiambuco
- O Escolhido
- DVD Vertentes
- New Time

Com Thalles Roberto
- 2011: Uma História Escrita pelo Dedo de Deus
- 2012: Raízes 2
- 2013: Sejam cheios do Espírito Santo
- 2014: ID3

Com Eli Soares
- 2015: Luz do Mundo
- 2016: Memórias
- 2018: 360 Graus
- 2019: Memórias 2
- 2020: Eli Soares 10 Anos
- 2021: Laboratório do Groove
- 2022: Memórias 3
- 2023: DVD Vida

Com Renascer Praise
- 2018: Renascer Praise 21